# Pavel Opatřil
Pavel Opatřil (* 6. května 1966, Brno) je český římskokatolický duchovní, děkan třebíčský.

## Biografie
Pavel Opatřil se narodil v roce 1966 v Brně, ale vyrůstal ve Vranově u Brna. Jeho otcem je architekt Josef Opatřil, matkou pedagožka. Po maturitě nastoupil do práce, kde tři roky působil a následně absolvoval dvouletou základní vojenskou službu. V roce 1990 nastoupil na studium teologie do Olomouce, kde absolvoval Cyrilometodějskou teologickou fakultu v roce 1995 a byl vysvěcen na jáhna. V roce 1996 přijal kněžské svěcení a nastoupil do farnosti v Čebíně u Tišnova. Tam jej po jeho odchodu nahradil Jakub Holík. Mezi lety 1997 a 1999 působil ve farnosti Brankovice, v letech 1999-2005 v Rájci-Jestřebí a excurrendo v Doubravici nad Svitavou. Od roku 2005 do roku 2019 působil ve farnosti u kostela sv. Jana Nepomuckého v Brně-Lískovci. Od roku 2019 působí ve farnosti Třebíč-zámek, kde nahradil Jakuba Holíka a od 1. září 2019 do 30. září 2020 byl určen jako místoděkan třebíčského děkanství. 1. srpna 2025 se stal po Jiřím Dobešovi třebíčským děkanem.
Dlouhodobě působí ve hnutí Junák, je instruktorem Jesenické lesní školy, skautským duchovním rádcem brněnské diecéze, dlouhodobě pomáhá také v Rovensku v rumunském Banátu.